# Lucy Tyler-Sharman
Lucy Tyler-Sharman (Louisville (Kentucky), 6 juni 1965) is een voormalig Australisch wielrenster die in 1998 goud won bij de achtervolging op de WK. Eerder, in 1996, won ze brons op de Olympische Zomerspelen bij de puntenkoers, toen moest ze Nathalie Lancien-Even en Ingrid Haringa voor zich laten.

## Palmares
| Jaar | AK                                                       | WK                                         | Overige                                                                                |
| ---- | -------------------------------------------------------- | ------------------------------------------ | -------------------------------------------------------------------------------------- |
| 1994 | scratch · sprint · tijdrit · achtervolging               | 4e sprint 9e puntenkoers                   |                                                                                        |
| 1995 | achtervolging · puntenkoers · scratch · sprint · tijdrit | 9e achtervolging 9e puntenkoers 19e sprint |                                                                                        |
| 1996 | achtervolging                                            | achtervolging                              | Olympische Spelen: · puntenkoers                                                       |
| 1997 | achtervolging                                            | 4e achtervolging                           | WB Trexlertown: · achtervolging · WB Fiorenzuola: · achtervolging                      |
| 1998 | achtervolging · puntenkoers · tijdrit · sprint           | achtervolging · 4e puntenkoers             | WB Berlijn: · achtervolging · puntenkoers · WB Victoria: · achtervolging · puntenkoers |
| 1999 | 4e achtervolging 4e scratch 6e tijdrit                   | 7e achtervolging                           | WB Valencia: · achtervolging                                                           |